# Mermoz-Sacré Cœur
Mermoz-Sacré Cœur ist einer der 19 Stadtbezirke der Metropole Ville de Dakar, der Hauptstadt Senegals mit dem Status einer Gemeinde (commune). Das Stadtviertel Mermoz ist benannt nach dem legendären französischen Postflieger Jean Mermoz, dem auf einem der zentralen Plätze des Stadtbezirks ein Denkmal gewidmet ist.

## Geografie
Mermoz-Sacré Cœur liegt an der Corniche ouest, der Westküste der Cap-Vert-Halbinsel. Benachbart sind die Stadtbezirke Ouakam im Norden, Sicap-Liberté im Osten und im Süden Fann-Point E-Amitié.
Der Stadtbezirk hat eine Fläche von 4,555 km². Er ist zwar fast vollständig bebaut, jedoch auch mit vielen Bildungseinrichtungen und einigen Villenvierteln, sodass die Bevölkerungsdichte sich in Grenzen hält. Auch das zwischen den Stadtvierteln Mermoz und Sacré Cœur liegende Areal des früheren Flugplatzes Ouakam wurde bebaut.

## Geschichte
Im Jahr 1996 wurde Mermoz-Sacré Cœur als commune d’arrondissement im Arrondissement de Dakar Plateau zu einem Stadtbezirk der Metropole Ville de Dakar. Im Jahr 2014 erhielt der Stadtbezirk, wie in Senegal alle communes d'arrondissement, den landesweit einheitlichen Status einer Gemeinde (commune).

## Bevölkerung
Die letzten Volkszählungen ergaben für den Stadtbezirk jeweils folgende Einwohnerzahlen:
| Jahr | Einwohner |
| ---- | --------- |
| 1988 | ...       |
| 2002 | 23.602    |
| 2013 | 29.798    |
| 2023 | 38.598    |

## Wirtschaft
Die nationale Telefongesellschaft Sonatel (Société nationale de télécommunications)  hat seit 2015 hier ihren Sitz.